# Grand Prix Australii 1994
Grand Prix Australii 1994 (oryg. Australian Grand Prix) – ostatnia runda Mistrzostw Świata Formuły 1 w sezonie 1994, która odbyła się 13 listopada 1994, po raz 10. na torze Adelaide Street Circuit.
59. Grand Prix Australii, 10. zaliczane do Mistrzostw Świata Formuły 1.

## Wyniki

### Kwalifikacje
| P                       | Nr | Kierowca               | Konstruktor(-silnik) | Opony | Czas     | Odstęp   | Strata   |
| ----------------------- | -- | ---------------------- | -------------------- | ----- | -------- | -------- | -------- |
| 1                       | 2  | Nigel Mansell          | Williams-Renault     | G     | 1:16.179 | -        | -        |
| 2                       | 5  | Michael Schumacher     | Benetton-Ford        | G     | 1:16.197 | 0:00.018 | 0:00.018 |
| 3                       | 0  | Damon Hill             | Williams-Renault     | G     | 1:16.830 | 0:00.633 | 0:00.651 |
| 4                       | 7  | Mika Häkkinen          | McLaren-Peugeot      | G     | 1:16.992 | 0:00.162 | 0:00.813 |
| 5                       | 14 | Rubens Barrichello     | Jordan-Hart          | G     | 1:17.537 | 0:00.545 | 0:01.358 |
| 6                       | 15 | Eddie Irvine           | Jordan-Hart          | G     | 1:17.667 | 0:00.130 | 0:01.488 |
| 7                       | 6  | Johnny Herbert         | Benetton-Ford        | G     | 1:17.727 | 0:00.060 | 0:01.548 |
| 8                       | 27 | Jean Alesi             | Ferrari              | G     | 1:17.801 | 0:00.074 | 0:01.622 |
| 9                       | 8  | Martin Brundle         | McLaren-Peugeot      | G     | 1:17.950 | 0:00.149 | 0:01.771 |
| 10                      | 30 | Heinz-Harald Frentzen  | Sauber-Mercedes      | G     | 1:17.962 | 0:00.012 | 0:01.783 |
| 11                      | 28 | Gerhard Berger         | Ferrari              | G     | 1:18.070 | 0:00.108 | 0:01.891 |
| 12                      | 26 | Olivier Panis          | Ligier-Renault       | G     | 1:18.072 | 0:00.002 | 0:01.893 |
| 13                      | 4  | Mark Blundell          | Tyrrell-Yamaha       | G     | 1:18.237 | 0:00.165 | 0:02.058 |
| 14                      | 12 | Alessandro Zanardi     | Lotus-Mugen-Honda    | G     | 1:18.331 | 0:00.094 | 0:02.152 |
| 15                      | 3  | Ukyō Katayama          | Tyrrell-Yamaha       | G     | 1:18.411 | 0:00.080 | 0:02.232 |
| 16                      | 24 | Michele Alboreto       | Minardi-Ford         | G     | 1:18.755 | 0:00.344 | 0:02.576 |
| 17                      | 29 | JJ Lehto               | Sauber-Mercedes      | G     | 1:18.806 | 0:00.051 | 0:02.627 |
| 18                      | 23 | Pierluigi Martini      | Minardi-Ford         | G     | 1:18.957 | 0:00.151 | 0:02.778 |
| 19                      | 9  | Christian Fittipaldi   | Footwork-Ford        | G     | 1:19.061 | 0:00.104 | 0:02.882 |
| 20                      | 25 | Franck Lagorce         | Ligier-Renault       | G     | 1:19.153 | 0:00.092 | 0:02.974 |
| 21                      | 10 | Gianni Morbidelli      | Footwork-Ford        | G     | 1:19.610 | 0:00.457 | 0:03.431 |
| 22                      | 11 | Mika Salo              | Lotus-Mugen-Honda    | G     | 1:19.844 | 0:00.234 | 0:03.665 |
| 23                      | 19 | Hideki Noda            | Larrousse-Ford       | G     | 1:20.145 | 0:00.301 | 0:03.966 |
| 24                      | 31 | David Brabham          | Simtek-Ford          | G     | 1:20.442 | 0:00.297 | 0:04.263 |
| 25                      | 20 | Jean-Denis Délétraz    | Larrousse-Ford       | G     | 1:22.422 | 0:01.980 | 0:06.243 |
| 26                      | 32 | Domenico Schiattarella | Simtek-Ford          | G     | 1:22.529 | 0:00.107 | 0:06.350 |
| Nie zakwalifikowali się |    |                        |                      |       |          |          |          |
|                         | 33 | Paul Belmondo          | Pacific-Ilmor        | G     | 1:24.087 | 0:01.558 | 0:07.908 |
|                         | 34 | Bertrand Gachot        | Pacific-Ilmor        | G     | 7:40.317 | 6:16.230 | 6:24.138 |
| P                       | Nr | Kierowca               | Konstruktor(-silnik) | Opony | Czas     | Odstęp   | Strata   |

### Wyścig
| P                 | + / –     | Nr | Kierowca               | Konstruktor       | Opony | Okr. | Czas / Strata | Komentarz              |
| ----------------- | --------- | -- | ---------------------- | ----------------- | ----- | ---- | ------------- | ---------------------- |
| 1                 | Bez zmian | 2  | Nigel Mansell          | Williams-Renault  | G     | 81   | 1h47:51.480   |                        |
| 2                 | 9         | 28 | Gerhard Berger         | Ferrari           | G     | 81   | +0:02.511     |                        |
| 3                 | 6         | 8  | Martin Brundle         | McLaren-Peugeot   | G     | 81   | +0:52.487     |                        |
| 4                 | 1         | 14 | Rubens Barrichello     | Jordan-Hart       | G     | 81   | +1:10.530     |                        |
| 5                 | 7         | 26 | Olivier Panis          | Ligier-Renault    | G     | 80   | +1 okr.       |                        |
| 6                 | 2         | 27 | Jean Alesi             | Ferrari           | G     | 80   | +1 okr.       |                        |
| 7                 | 3         | 30 | Heinz-Harald Frentzen  | Sauber-Mercedes   | G     | 80   | +1 okr.       |                        |
| 8                 | 11        | 9  | Christian Fittipaldi   | Footwork-Ford     | G     | 80   | +1 okr.       |                        |
| 9                 | 9         | 23 | Pierluigi Martini      | Minardi-Ford      | G     | 79   | +2 okr.       |                        |
| 10                | 7         | 29 | JJ Lehto               | Sauber-Mercedes   | G     | 79   | +2 okr.       |                        |
| 11                | 9         | 25 | Franck Lagorce         | Ligier-Renault    | G     | 79   | +2 okr.       |                        |
| 12                | 8         | 7  | Mika Häkkinen          | McLaren-Peugeot   | G     | 76   | +5 okr.       | poślizg                |
| Niesklasyfikowani |           |    |                        |                   |       |      |               |                        |
|                   |           | 24 | Michele Alboreto       | Minardi-Ford      | G     | 69   |               | zawieszenie            |
|                   |           | 4  | Mark Blundell          | Tyrrell-Yamaha    | G     | 66   |               | wypadek                |
|                   |           | 20 | Jean-Denis Délétraz    | Larrousse-Ford    | G     | 56   |               | skrzynia biegów        |
|                   |           | 11 | Mika Salo              | Lotus-Mugen-Honda | G     | 49   |               | elektryka              |
|                   |           | 31 | David Brabham          | Simtek-Ford       | G     | 49   |               | silnik                 |
|                   |           | 12 | Alessandro Zanardi     | Lotus-Mugen-Honda | G     | 40   |               | przepustnica           |
|                   |           | 0  | Damon Hill             | Williams-Renault  | G     | 35   |               | kolizja z Schumacherem |
|                   |           | 5  | Michael Schumacher     | Benetton-Ford     | G     | 35   |               | kolizja z Hillem       |
|                   |           | 32 | Domenico Schiattarella | Simtek-Ford       | G     | 21   |               | skrzynia biegów        |
|                   |           | 3  | Ukyō Katayama          | Tyrrell-Yamaha    | G     | 19   |               | poślizg                |
|                   |           | 19 | Hideki Noda            | Larrousse-Ford    | G     | 18   |               | wyciek oleju           |
|                   |           | 10 | Gianni Morbidelli      | Footwork-Ford     | G     | 17   |               | wyciek oleju           |
|                   |           | 15 | Eddie Irvine           | Jordan-Hart       | G     | 15   |               | poślizg                |
|                   |           | 6  | Johnny Herbert         | Benetton-Ford     | G     | 13   |               | skrzynia biegów        |
| P                 | + / –     | Nr | Kierowca               | Konstruktor       | Opony | Okr. | Czas / Strata | Komentarz              |

### Najszybsze okrążenie
| Nr | Kierowca           | Konstruktor   | Opony | Czas     | Okr. |
| -- | ------------------ | ------------- | ----- | -------- | ---- |
| 5  | Michael Schumacher | Benetton-Ford | G     | 1:17.140 | 29   |